# تشارلز سكوت
تشارلز سكوت (بالإنجليزية: Charles Scott)‏ هو فلاح وضابط وسياسي أمريكي، ولد في 1739 بمقاطعة غووتشلاند في الولايات المتحدة، وتوفي في 22 أكتوبر 1813 بمقاطعة كلارك في الولايات المتحدة. حزبياً، نشط في الحزب الجمهوري الديمقراطي. وقد انتخب حاكم كنتاكي ‏ (1 سبتمبر 1808 – 24 أغسطس 1812).